# Linda Williams
Linda Williams, echte naam: Henriëtte Willems (Valkenswaard, 11 juni 1955) is een Nederlandse zangeres.
Linda Williams werd ontdekt door Piet Roelen, de toenmalige echtgenoot en manager van Corry Konings. In 1981 mocht ze meedoen aan het Nationaal Songfestival, nadat Oscar Harris zich daarvoor op het allerlaatste moment had teruggetrokken.
In deze nationale voorronde zong iedere kandidaat twee liedjes. Linda zong de nummers Zo is het leven (Engelse titel Don't need your flowers) en Het is een wonder (Engelse titel I am the lady), beide geschreven en gecomponeerd door Cees de Wit. In plaats van gebruik te maken van het orkest van Rogier van Otterloo maakte ze bij beide nummers gebruik van een orkestband met een fade-out aan het eind van haar beide liedjes. Dit kwam haar op nogal wat kritiek te staan. Toch won ze het Nationaal Songfestival uiteindelijk met Het is een wonder, waardoor ze Nederland op 4 april 1981 met dat lied mocht vertegenwoordigen op het 26ste Eurovisiesongfestival in Dublin (Ierland).
Na het Nationaal Songfestival ontstond er een rel nadat Bart van der Laar, platenbaas van TTR Top Three Records, zijn naam bij de tekst liet schrijven. Van der Laar benadrukte enkele dagen later in een show van Sonja Barend dat hij de tekstschrijver is, hoewel de ook in de studio aanwezige moeder van de Wit dit weer ten stelligste ontkende.
Bij de auteursrechtorganisatie BUMA/STEMRA staat alleen Cees de Wit geregistreerd bij "Het is een wonder". Als componist/tekstdichter wordt W.Edse vermeld. Dit is een pseudoniem van Cees de Wit. Lees CEES DE WIT achterstevoren (TIWEDSEEC) en laat de eerste en laatste twee letters weg en je krijgt W.Edse. De overige letters TIEC is een ander pseudoniem van Cees de Wit. Het is een wonder is al op 2 juli 1980, een jaar voor het betreffende songfestival, bij BUMA/STEMRA gedeclareerd door Cees de Wit.
Op het Eurovisiesongfestival behaalde Williams met Het is een wonder de 9e plaats op 20 kandidaten. Ze kreeg 51 punten.
Haar eerste single was I'll Bide My Time in 1980 met tekst en muziek van Cees de Wit en had daarmee een tv-optreden bij Telebingo met Mies Bouwman in december 1980.
Later maakte ze nog een single: In de lente.
Op het Eurovisiesongfestival van 1999 stond Linda, samen met haar dochter Eva Jane, opnieuw op het songfestivalpodium bij de Belgische inzending Like the wind van Vanessa Chinitor. Deze inzending behaalde met 38 punten een gedeelde 12e plaats.
1956: Jetty Paerl + Corry Brokken · 
1957: Corry Brokken · 
1958: Corry Brokken · 
1959: Teddy Scholten · 
1960: Rudi Carrell · 
1961: Greetje Kauffeld · 
1962: De Spelbrekers · 
1963: Annie Palmen · 
1964: Anneke Grönloh · 
1965: Conny Vandenbos · 
1966: Milly Scott · 
1967: Thérèse Steinmetz · 
1968: Ronnie Tober · 
1969: Lenny Kuhr · 
1970: Hearts of Soul · 
1971: Saskia & Serge · 
1972: Sandra & Andres · 
1973: Ben Cramer · 
1974: Mouth & MacNeal · 
1975: Teach-In · 
1976: Sandra Reemer · 
1977: Heddy Lester · 
1978: Harmony · 
1979: Xandra · 
1980: Maggie MacNeal · 
1981: Linda Williams · 
1982: Bill van Dijk · 
1983: Bernadette · 
1984: Maribelle · 
1986: Frizzle Sizzle · 
1987: Marcha · 
1988: Gerard Joling · 
1989: Justine Pelmelay · 
1990: Maywood · 
1992: Humphrey Campbell · 
1993: Ruth Jacott · 
1994: Willeke Alberti · 
1996: Maxine & Franklin Brown · 
1997: Mrs. Einstein · 
1998: Edsilia Rombley · 
1999: Marlayne · 
2000: Linda Wagenmakers · 
2001: Michelle · 
2003: Esther Hart · 
2004: Re-union · 
2005: Glennis Grace · 
2006: Treble · 
2007: Edsilia Rombley · 
2008: Hind · 
2009: Toppers · 
2010: Sieneke · 
2011: 3JS · 
2012: Joan Franka · 
2013: Anouk · 
2014: The Common Linnets · 
2015: Trijntje Oosterhuis · 
2016: Douwe Bob ·
2017: OG3NE · 
2018: Waylon · 
2019: Duncan Laurence · 
2021: Jeangu Macrooy · 
2022: S10 ·
2023: Mia Nicolai & Dion Cooper ·
2024: Joost Klein ·
2025: Claude
- MusicBrainz: 1b26c88e-611a-4863-8440-3335de7076fe